# Jimmy Orlando
Jimmy Orlando (Montréal, 27 febbraio 1910 – 24 ottobre 1992) è stato un hockeista su ghiaccio canadese.
Ha giocato in NHL coi Detroit Red Wings (tra il 1936 ed il 1938 saltuariamente, mentre da titolare tra il 1939 ed il 1943) vincendo anche due Stanley Cup (1937 e 1943).
Nel dopoguerra ha giocato perlopiù nel campionato semiprofessionistico Quebec Senior Hockey League.

## Palmarès
- Stanley Cup: 2

Detroit: 1937, 1943